# مدرسة واشنطن الدولية
مدرسة واشنطن الدولية هي مدرسة دولية خاصة تقع في واشنطن، الولايات المتحدة.

## الروابط الخارجية
1. ↑  "Ranking America's Most Challenging High Schools" The Washington Post. Retrieved 30 September 2013. نسخة محفوظة 09 مايو 2017 على موقع واي باك مشين.
2. ↑  "Washington International School" The Washington Post. Retrieved 30 September 2013. نسخة محفوظة 23 أكتوبر 2015 على موقع واي باك مشين. [وصلة مكسورة]

- http://www.wis.edu